# Pinacoteca Nacional de Bolonha

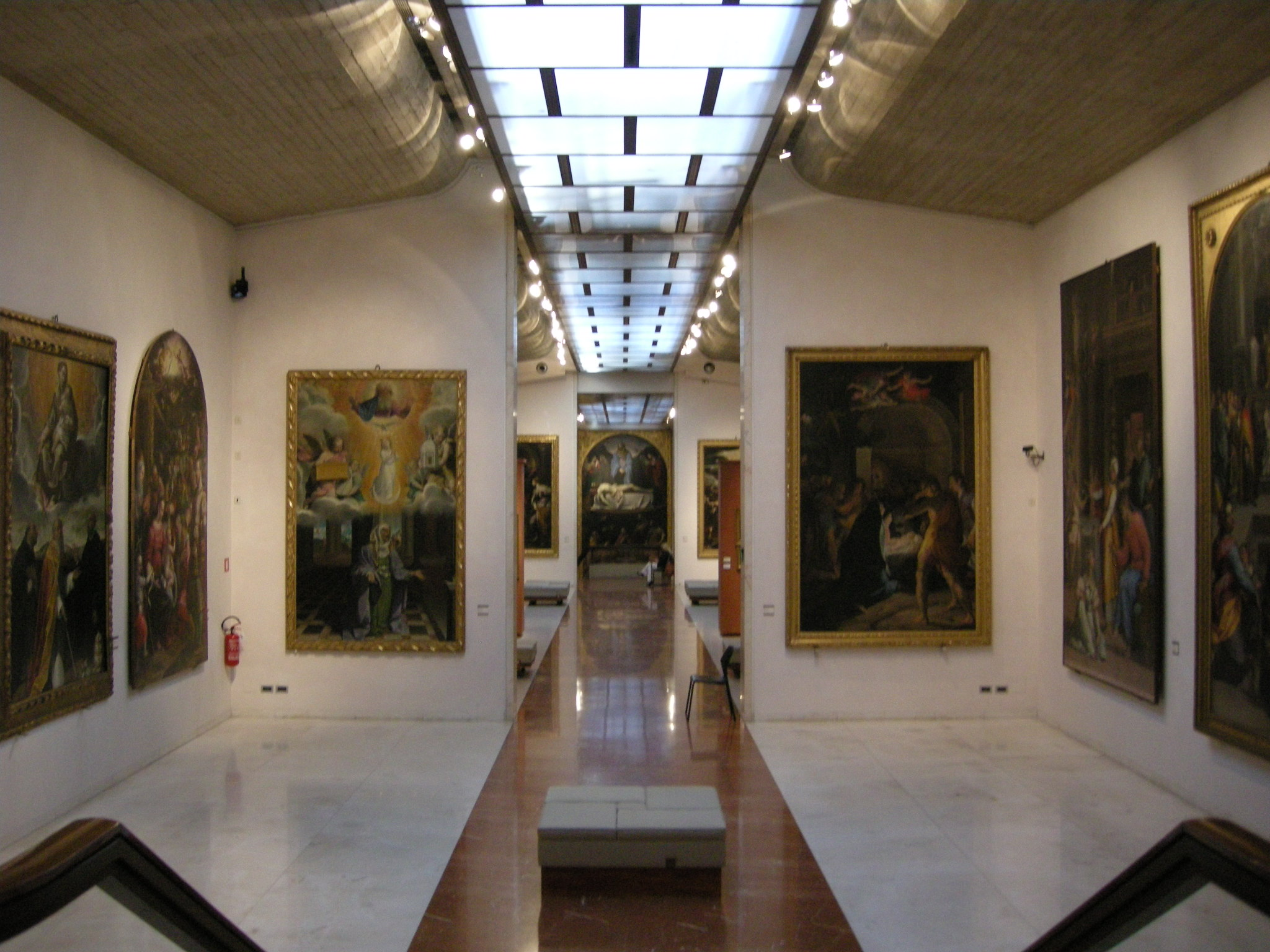

A Pinacoteca Nacional de Bolonha (Pinacoteca Nazionale di Bologna) é um museu em Bolonha, Itália. Está localizada no antigo noviciado jesuíta Santo Inácio do distrito universitário da cidade, no mesmo prédio que abriga a Academia de Belas Artes. O museu oferece uma ampla coleção de pinturas emilianas do século XIII ao XVIII e outras obras fundamentais de artistas que, de alguma forma, estavam relacionados à cidade.
De acordo com o historiador de arte italiano do século XVIII, Luigi Crespi, foi o cardeal Prospero Lambertini, que mais tarde se tornaria o Papa Bento XIV, quem planejou uma Galeria para retábulos nas igrejas da cidade.
A partir do final do século XVI, o local passou a abrigar pinturas de artistas como Vitale da Bologna, Rafael (O êxtase de Santa Cecília), Cima da Conegliano (Madonna e o Menino), Lorenzo Costa, Francesco Francia, Pietro Perugino (Madonna em glória com santos) e Annibale Carracci ao lado de obras como a Pala del Voto, de Guido Reni, preservada ali por sua alta importância cívica (outra pintura de Reni no museu é o Massacre dos Inocentes, de 1611.

## Galeria

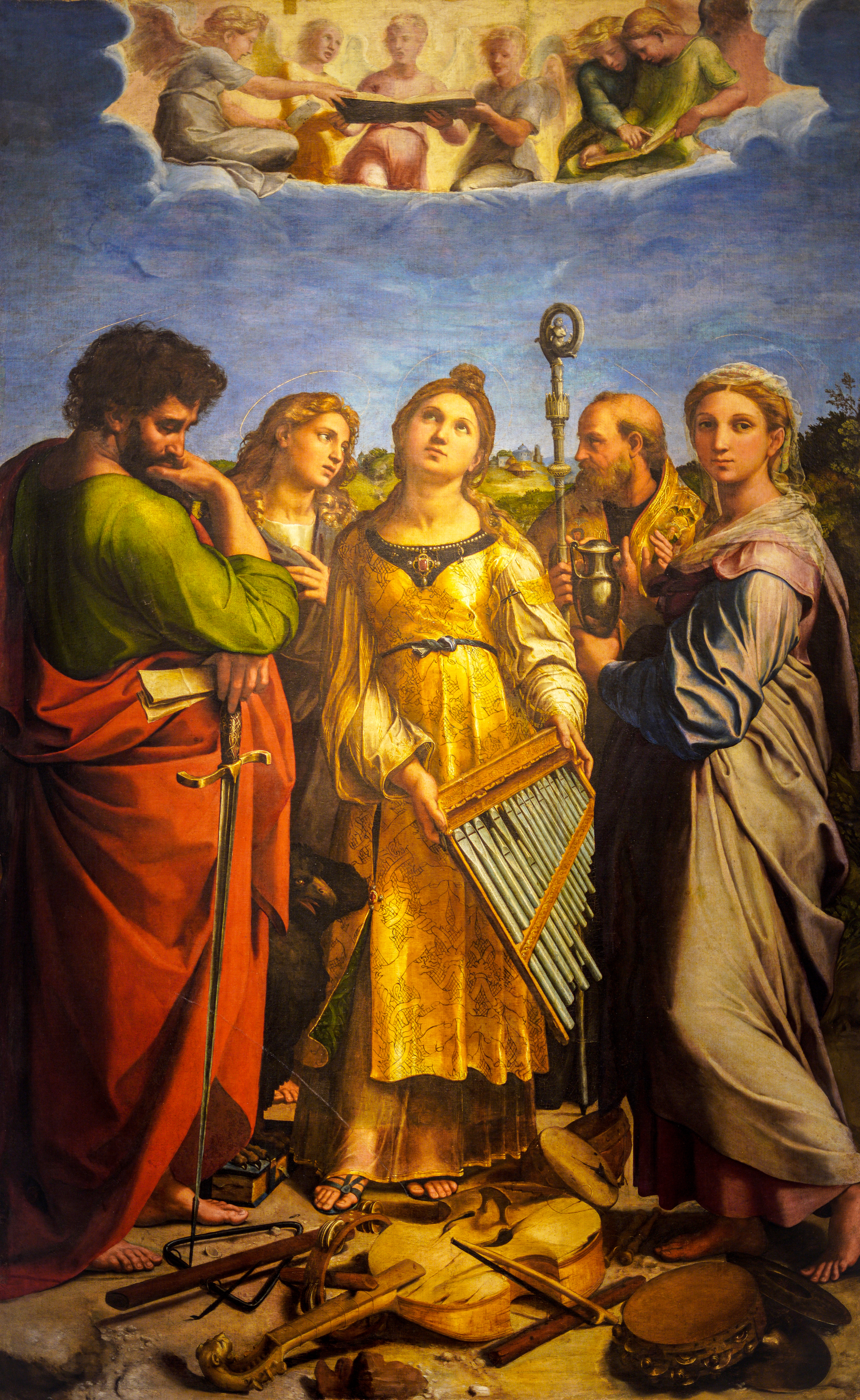
O Êxtase de Santa Cecília, de Rafael.
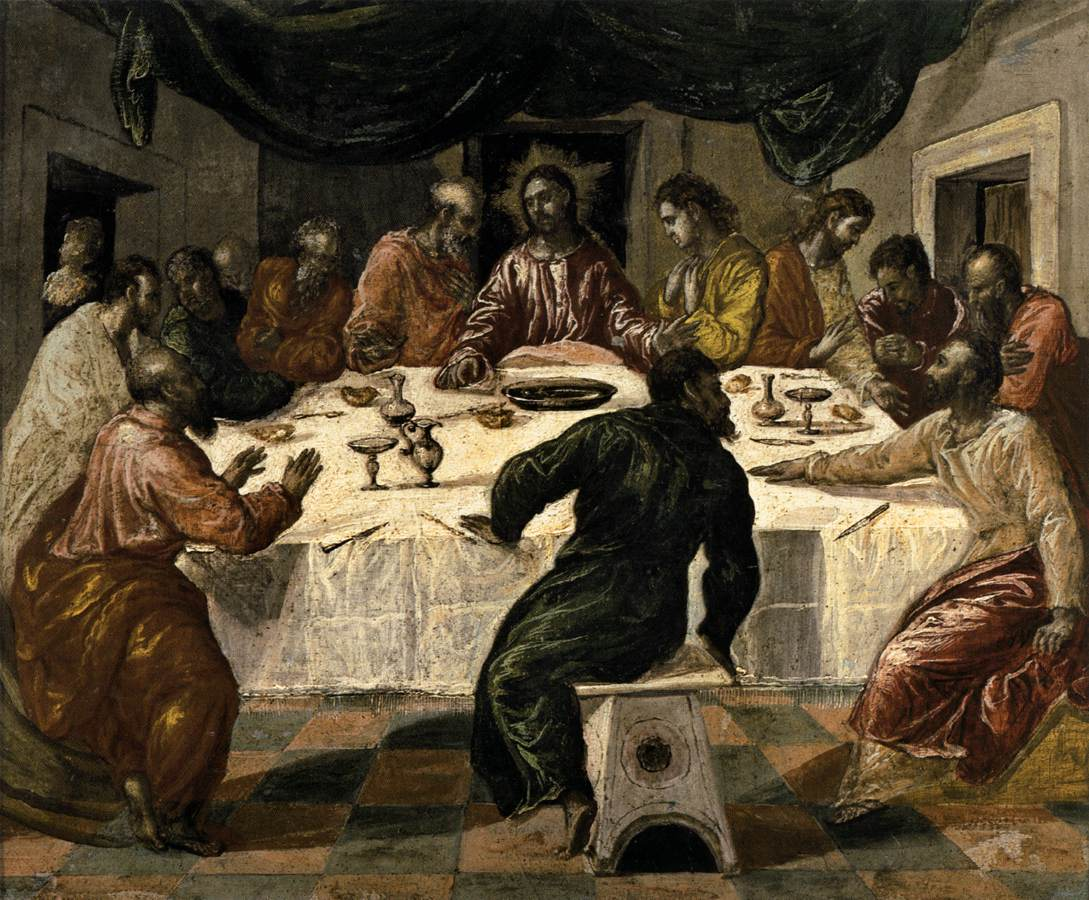
A Última Ceia, de El Greco.
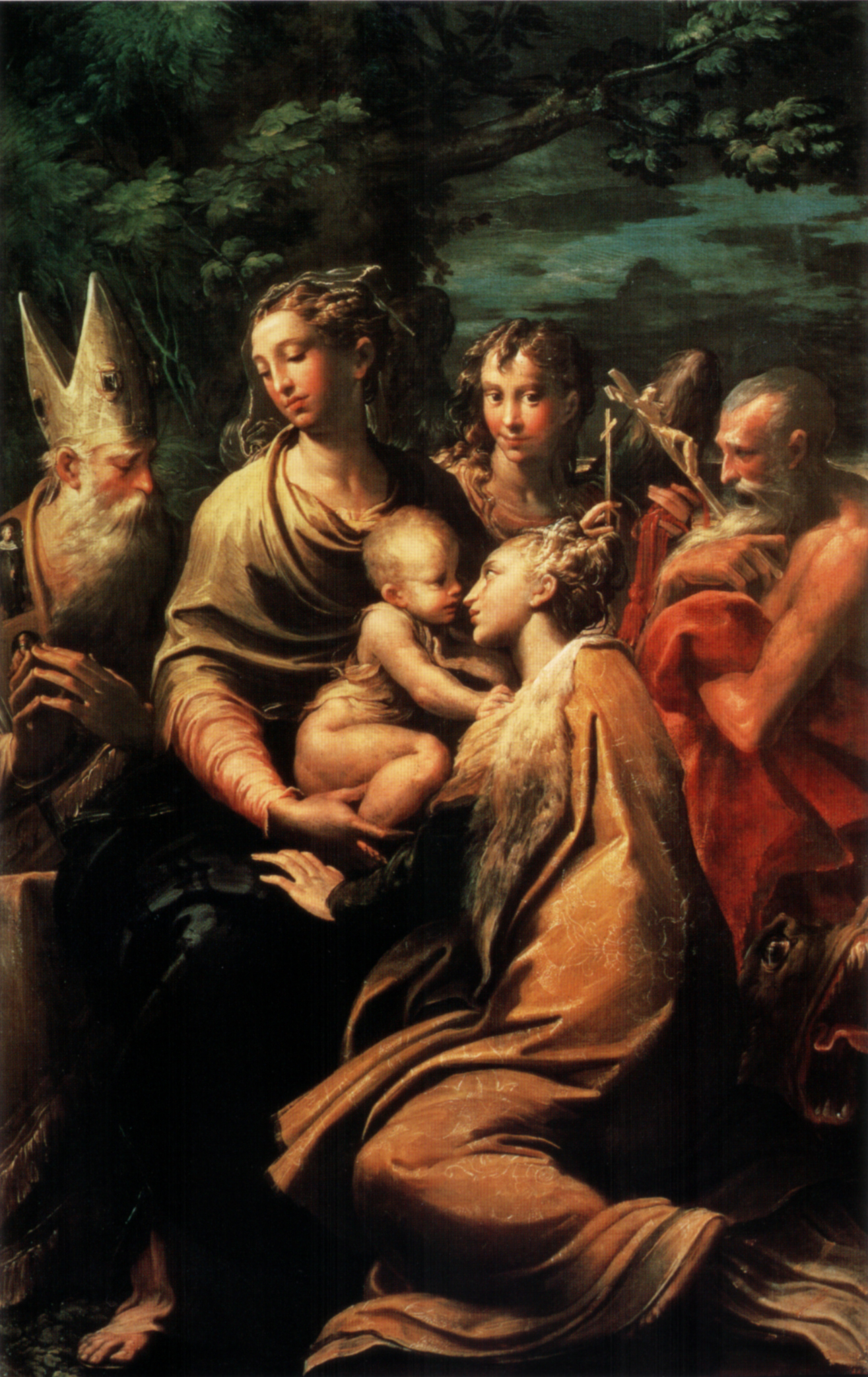
Madonna de Santa Margherita, de Parmigianino.
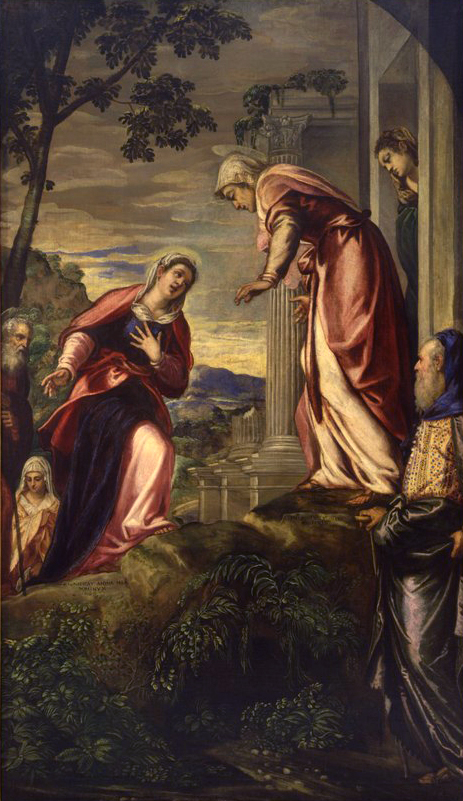
A Visitação, de Tintoretto
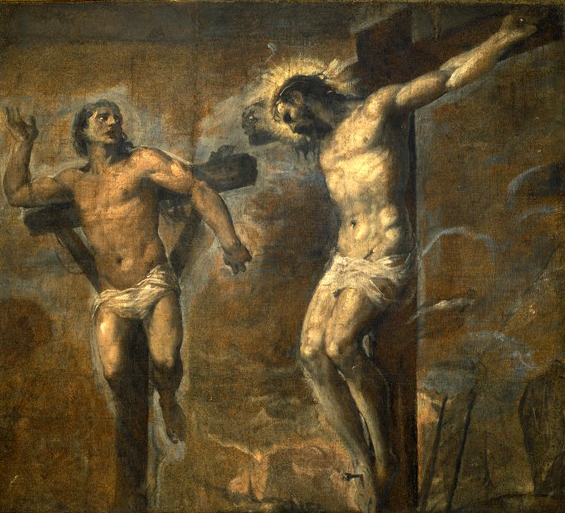
Cristo e o Bom Ladrão, de Ticiano.
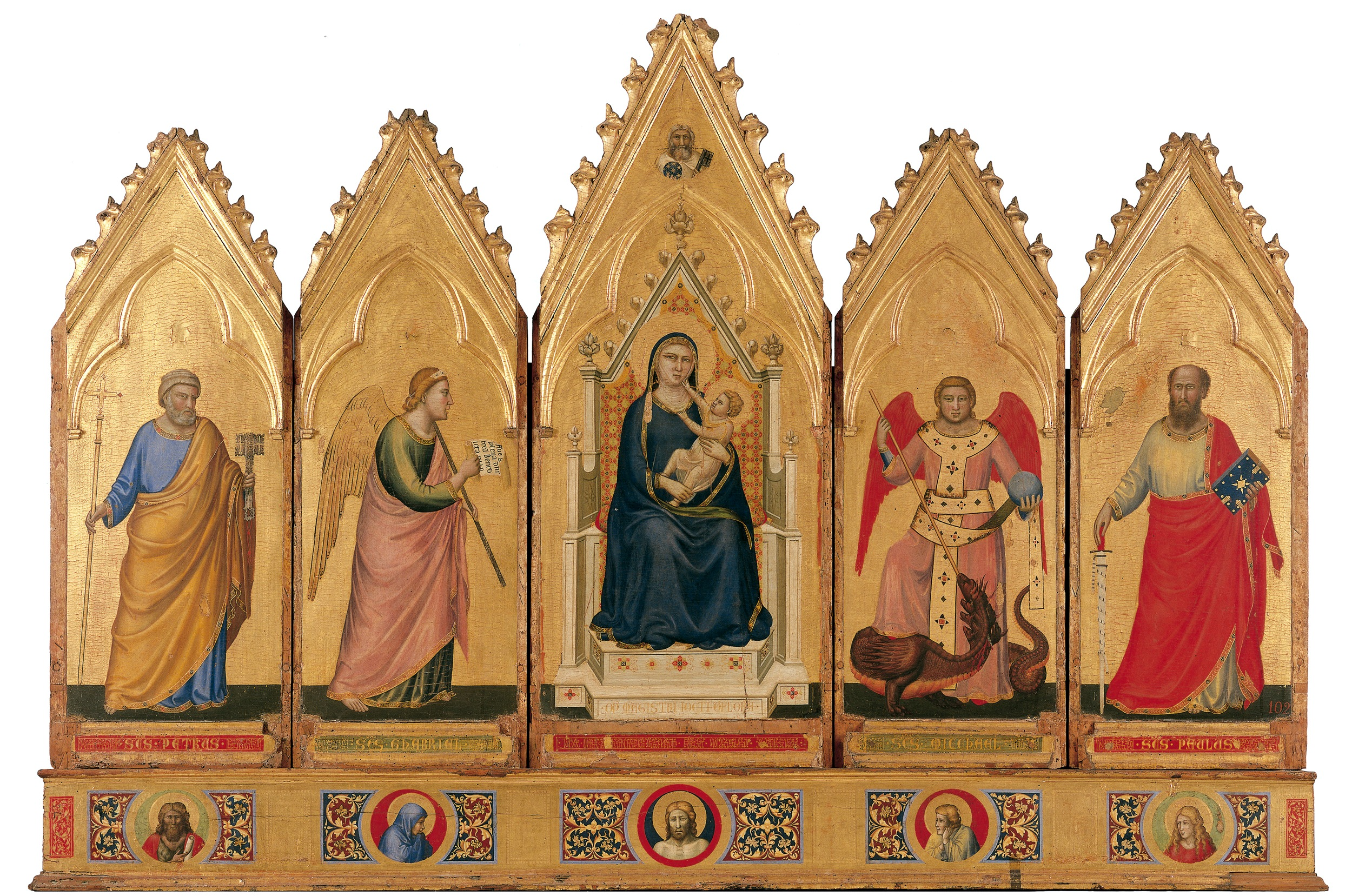
Políptico de Bolonha, de Giotto.

## Leituras adicionais
- G.P. Cammarota, La formazione della Pinacoteca Nazionale di Bologna, Bologna, volume I 1997, volume III 2000, volume II 2004.
- A. Emiliani, La Pinacoteca Nazionale di Bologna, Milano, 1997.